# Gabrovica pri Komnu
Gabrovica pri Komnu este o localitate din comuna Komen, Slovenia, cu o populație de 125 de locuitori.